# Pyramid Peak (bergstopp i Sydgeorgien och Sydsandwichöarna)
Pyramid Peak är en bergstopp i Sydgeorgien och Sydsandwichöarna (Storbritannien). Den ligger i den nordvästra delen av Sydgeorgien och Sydsandwichöarna. Toppen på Pyramid Peak är 328 meter över havet, eller 57 meter över den omgivande terrängen. Bredden vid basen är 0,25 km.
Terrängen runt Pyramid Peak är kuperad åt sydväst, men åt sydost är den platt.  Trakten runt Pyramid Peak är nära nog obefolkad, med mindre än två invånare per kvadratkilometer. Det finns inga samhällen i närheten. 